# Municipio de Sharon (condado de Richland)
El municipio de Sharon (en inglés: Sharon Township) es un municipio ubicado en el condado de Richland en el estado estadounidense de Ohio. En el año 2010 tenía una población de 9125 habitantes y una densidad poblacional de 145,82 personas por km².

## Geografía
El municipio de Sharon se encuentra ubicado en las coordenadas 40°51′16″N 82°41′38″O / 40.85444, -82.69389. Según la Oficina del Censo de los Estados Unidos, el municipio tiene una superficie total de 62.58 km², de la cual 62,35 km² corresponden a tierra firme y (0,36 %) 0,23 km² es agua.

## Demografía
Según el censo de 2010, había 9125 personas residiendo en el municipio de Sharon. La densidad de población era de 145,82 hab./km². De los 9125 habitantes, el municipio de Sharon estaba compuesto por el 98,17 % blancos, el 0,22 % eran afroamericanos, el 0,2 % eran amerindios, el 0,2 % eran asiáticos, el 0,19 % eran de otras razas y el 1,03 % eran de una mezcla de razas. Del total de la población el 1,06 % eran hispanos o latinos de cualquier raza.